# Dries van Noten
Dries van Noten (1958) é um designer de moda belga. Nascido em uma família de alfaiates, ele estudou estilismo na Academia Real de Belas-Artes de Antuérpia, onde se graduou em 1980.
Sua carreira como designer começou em 1986, quando apresentou a sua primeira coleção de roupas em Londres,  ao lado de outros cinco criadores de moda belgas. Esse grupo ficou conhecido como os "Antwerp Six", que revolucionaram o cenário da moda com uma abordagem inovadora e conceitual.
Van Noten rapidamente se destacou por sua estética singular, que mescla estampas ousadas, texturas ricas e alfaiataria clássica. Ao longo dos anos, ele se manteve fiel a uma visão criativa independente, não cedendo ao controle de grandes conglomerados da moda até 2018, quando vendeu uma participação majoritária de sua marca para a Puig, embora tenha permanecido como Diretor Criativo da marca.
Suas coleções são conhecidas pela riqueza visual e pelas inspirações globais, como suas viagens à Índia, onde desenvolveu parcerias com artesãos locais para criar bordados excepcionais. Essa colaboração se tornou uma assinatura de seu estilo, refletindo a mistura de tradição e inovação que permeia suas criações.
Além disso, Dries Van Noten é famoso por suas apresentações de desfiles, que frequentemente desafiam o convencional. Ele combina cenários cuidadosamente planejados, com detalhes como iluminação elaborada, para transformar suas passarelas em experiências artísticas.

### Inspiração
As inspirações de Dries Van Noten são profundamente ecléticas, muitas vezes derivadas de suas viagens, especialmente à Índia, e de colaborações com artesãos locais, como bordadeiros. Ele se inspira em uma ampla gama de fontes culturais, históricas e artísticas, incluindo arte clássica, música, e cinema. Além disso, Van Noten é conhecido por explorar o contraste entre o belo e o imperfeito em suas coleções, muitas vezes incorporando elementos "feios" ou inesperados para criar profundidade e complexidade em suas peças.

Suas coleções frequentemente exploram temas culturais globais, misturando referências ocidentais e orientais, folclóricas e modernas. Ele também abraçou a sustentabilidade com coleções duradouras e reduziu o número de lançamentos anuais. Seus desfiles também celebraram a autenticidade feminina, valorizando a diversidade real das mulheres.
1. ↑  «Os Seis da Antuérpia (ou Antwerp Six): conheça a história dos seis estilistas belgas que estão entre os mais influentes da modernidade». Vogue. 11 de dezembro de 2022. Consultado em 19 de setembro de 2024
2. ↑  «The Vision of Dries Van Noten». https://www.port-magazine.com (em inglês). 2 de agosto de 2017. Consultado em 19 de setembro de 2024
3. ↑  «Exploring Dries Van Noten's milestones, inspiration, and body of work». Harper Bazar (em inglês). Consultado em 19 de setembro de 2024
4. ↑  «The Antwerp Six: Belgiums Most Influential Avant-Garde Fashion Collective». Culture Trip (em inglês). 18 de junho de 2014. Consultado em 19 de setembro de 2024